# Rejon Șoldănești
Rejon Șoldănești – rejon administracyjny we wschodniej Mołdawii.

## Demografia
Liczba ludności w poszczególnych latach:
| 1959  | 1970  | 1979  | 1989  | 2004  | 2014  |
| ----- | ----- | ----- | ----- | ----- | ----- |
| 49618 | 51722 | 48160 | 46853 | 42227 | 42400 |